# Jennifer Schreiner
Jennifer Schreiner (* 1. April 1976 in Gelsenkirchen) ist eine deutsche Schriftstellerin. Sie schreibt, neben Artikeln und Kolumnen, Romane und Kurzgeschichten in den Genres Fantasy und Erotik.

## Leben
Nach dem Abitur am Ricarda-Huch-Gymnasium in Gelsenkirchen studierte Schreiner an der Ruhr-Universität Bochum Komparatistik, Geschichte und Pädagogik und schloss im Dezember 2002 ihr Hochschulstudium mit dem Magister Artium ab.
Schon früh interessierte sich Schreiner für Geschichte, Mythen, Märchen, Religion und Ethnologie und griff diesen Themenbereich immer wieder in ihren ca. 50, in Anthologien und Zeitschriften veröffentlichten, und teils prämierten Kurzgeschichten auf. Als Herausgeberin der Bücher Das Helena Syndrom – Vom Zwang schön zu sein und Satan GmbH bewegte sie sich ebenfalls in diesem Bereich.
Im Jahr 2007 erschien ihr erster erotischer Vampirroman Zwillingsblut. Seitdem wurden die Fortsetzung Honigblut, der Roman Eine Löwin für die Bestie, Satanskuss und der Novelle Der Froschkönig veröffentlicht.
2010 gründete Schreiner den Verlag Elysion Books, der Bücher der Genres Erotik, Fantasy Romance und All Age Phantastik veröffentlicht.
Jennifer Schreiner lebte bis 2013 mit ihrer Familie in Gelsenkirchen, bevor sie privat und mit ihrem Verlag nach Leipzig zog.
Schreiner ist Mitglied in der DeLiA – Vereinigung deutschsprachiger Liebesroman-Autoren und -Autorinnen, im Verband deutscher Schriftsteller und im Montségur Autorenforum. Sie schreibt Kolumnen für das „Happy End Magazin“.

## Veröffentlichungen

### Romane
- Zwillingsblut, Plaisir d´Amour Verlag, 1997
- Eine Löwin für die Bestie/Satanskuss, Plaisir d´Amour Verlag, 2008/2009
- Honigblut, Plaisir d´Amour Verlag, 2008
- Der Froschkönig, Plaisir d´Amour Verlag, 2009
- Venusblut, Elysion-Books, 2011
- Zwillingsblut, 2. überarbeitete Auflage, Elysion-Books, 2011
- Honigblut, 2. überarbeitete Auflage, Elysion-Books, 2011
- ErosÄrger, Elysion-Books, 2013
- Catch & Kiss, Elysion-Books, 2015
- Ich bin dann mal ganz anders, Pro-Talk Verlag, 2015

### Kurzgeschichten in Anthologien (Auswahl)
- Gefesselt in: Honey, Ubooks Verlag 2005
- Dunkle Lust in: Wild nach deinem Erdbeermund, Boccaccio 2006
- Persönliche Beratung in: Sexlibris, Schreib-Lust Verlag 2007
- Schwanenträume, in: Leda und der Schwan, Hg. Otto Eckart, Buch&media 2008
- Was Lieder nicht verraten, in: Dark Ladys, Hg. Alisha Bionda, Fabylon Verlag 2009
- Gefangen, in: Schattenversuchungen, Hg. Alisha Bionda, Sieben Verlag 2009
- Die Geburtstagsüberraschung, in: Heiße Begierde, Droemer-Knaur 2010

### Kurzgeschichten in Literaturzeitschriften (Auswahl)
- Varianten des Todes, „Tristan und Isolde“, Programmheft der Bayreuther Festspiele, Ellwanger-Verlag 2005
- Rosa und der böse Wulf, „Feigenblatt-Magazin“ Nr. 8, 2007

### Artikel (Auswahl)
Die Autorin schreibt ab und zu für den Autorennewsletter „The Tempest“, für „Literra“ und regelmäßig für das „Happy End Magazin“. Zum Beispiel:
- Ich bin schlecht, Tempest 07/2007 und auf Literra
- Meine persönliche Muse 1, Happy End Magazin 06/2008
- Muse 2, Happy End Magazin 03/2009

### Herausgeberin
Jennifer Schreiner hat bislang zwei Anthologien herausgegeben:
- Das Helena-Syndrom, Web-Site-Verlag 2005
- Satan GmbH & Co. KG, Lerato-Verlag 2007